# Redwater, Mississippi
Redwater är en ort i Leake County i delstaten Mississippi, USA.